# Flumenthal
Flumenthal is een gemeente en plaats in het Zwitserse kanton Solothurn en maakt deel uit van het district Lebern.
Flumenthal telt 999 inwoners.